# Calydna phedyma
Calydna phedyma är en fjärilsart som beskrevs av Doubleday 1847. Calydna phedyma ingår i släktet Calydna och familjen Riodinidae. Inga underarter finns listade i Catalogue of Life.